# Savoonga
Savoonga ist ein Ort mit dem Status einer City an der zentralen Nordküste der Sankt-Lorenz-Insel im US-Bundesstaat Alaska. 63 km weiter westlich an der Nordwestspitze der Insel befindet sich Gambell. 2020 hatte Savoonga 835 Einwohner.
Besiedelt ist die Gegend seit etwa 2000 Jahren von Yupik, die heute 95 % der Bevölkerung ausmachen und Subsistenzwirtschaft vor allem in Form der Jagd auf Wale und Walrosse betreiben. Seit 1900 wurden auch Rentiere angesiedelt, die aber nicht in Herden gehalten werden.
Laut Berichten gelang es im Jahr 2023 einem Australian Shepherd von Savoonga aus 240 Kilometer über das gefrorene Beringmeer nach Wales (Alaska) zu gelangen.